# フランス国立東洋言語文化学院

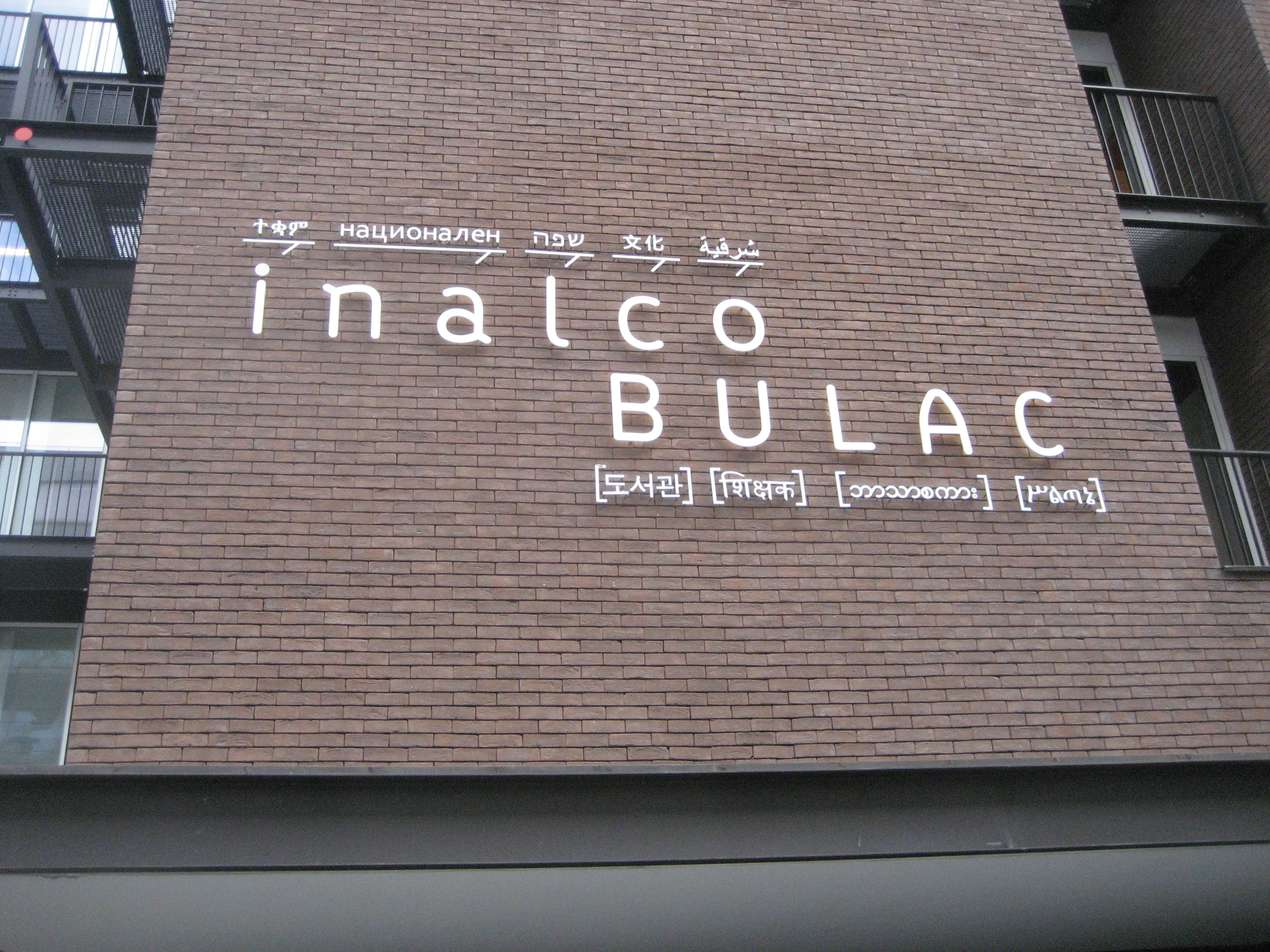
東洋言語文化学院 2015

東洋言語文化学院（フランス語: Institut national des langues et civilisations orientales、略称: INALCO）は、フランス・パリの国立大学。フランス政府からグラン・エタブリスマン（Grand établissement）に分類される国立高等教育機関であり、104言語およびその関連文明を教育・研究する、非西欧圏言語文化の専門機関としてヨーロッパ最大規模を誇る。

## 名称
東洋言語文化大学、東洋言語文明学院とも。
西ヨーロッパ起源以外（アフリカ、アジア、東ヨーロッパ、オセアニア）の言語と文明についての教育を行っている。1971年に現在の名称となった。略称のINALCO は、「イナルコ」のように読む。 Langues O' ([lɑ̃ɡ.z‿o])「ラング・ゾー」とも呼称される。
前身は東洋語学校（フランス東洋語学校、パリ東洋語学校）。

## 歴史
中世のキリスト教会によって設立されたソルボンヌなどの大学と違い、イナルコは近世のフランス絶対王政の高等教育機関として設立されたのである。ルイ14世（在位1643-1715）親政下の財務総監のジャン＝バティスト・コルベールが重商主義政策を推進すると、「東洋」市場の開拓と東洋の国家との交流を発展させるため、イナルコの前身であったÉcole des jeunes de languesが設立された（1669年）。トルコ語やアラビア語の翻訳・通訳できる人材の育成がその使命であった。フランス革命が起こると、また別の同類の教育機関のÉcole spéciale des langues orientalesが設立された（1795年）。1873年にその二つの学校が合併した。
1914年、国立東洋言語学校(École nationale des langues orientales)となる。
1971年、東洋言語文化学院(Institut national des langues et civilisations orientales)となる。1984年まではパリ第3大学（新ソルボンヌ大学）に所属し日本語、中国語など言語によってはパリ大学の学生は INALCOで学んでいた。ディプロム（卒業証書、Diplôme）などもパリ第3大学の印が使われた。
1984年から完全に独立し、グランテタブリスマンとして公認されている。
従来、本部はパリ6区に立地しキャンパスごとに分散していたが、2011年にパリ13区のPôle des Langues et Civilisations du Monde（〈世界の言語と文化〉拠点地区）にBULAC（大学間共同利用言語・文化図書館）などとともに集約され移転した。
日本では京都大学、東京外国語大学、上智大学、明治大学、立教大学、早稲田大学、慶應義塾大学などと国際交流協定を結んでおり、これらの大学との間で学生の派遣・受け入れが行われている。2024年6月からはソルボンヌ・アライアンスに加盟し、パンテオン・ソルボンヌ大学・ESCP経営大学院・パリ第3大学と人文・社会科学分野のさらなる発展に努めている。

## 組織
公式ウェブサイト参照。
- 部門（départements）
  - アフリカ（Afrique）
  - 南アジア及びヒマラヤ（Asie du Sud et Himalaya）
  - 東南アジア及び太平洋（Asie du Sud-Est / Pacifique）
  - アラブ研究（Études arabes）
  - 中国研究（Études chinoises）
  - 朝鮮研究（Études coréennes）
  - ヘブライ及びユダヤ研究（Études hébraïques et juives）
  - 日本研究（Études japonaises）
  - ロシア研究（Études russes）
  - ユーラシア（Eurasie）
  - 中央及び東ヨーロッパ（Europe centrale et orientale）
  - アメリカ言語及び文化（Langues et cultures des Amériques）
- 課程（filières）
  - Commerce international (Centre de préparation aux échanges internationaux, CPEI)
  - Communication et formation interculturelles
  - Didactique des langues (ex français langue étrangère)
  - Relations internationales (hautes études internationales, HEI)
  - Textes informatique multilinguisme (TIM)